# ترا فورمارس
ترا فورمارس (به ژاپنی: テラフォーマーズ, Tera Fōmāzu) یک مجموعه مانگای ژاپنی که توسط یو ساسوگا نوشته شده و به‌وسیلهٔ کنیچی تاچیبانا مصورسازی شده است. این سری از ژانویه سال ۲۰۱۱ در مجله میراکل جامپ منتشر می‌شد و سپس از ۲۶ آوریل ۲۰۱۲ در مجله ویکلی یانگ جامپ انتشارات شوئیشا در حال عرضه است. دو مجموعه تلویزیونی انیمه بر اساس این سری ساخته شده‌اند، یک مجموعه تلویزیونی انیمه ۱۳ قسمتی که از ۲۶ سپتامبر ۲۰۱۴ تا ۱۹ دسامبر همان سال از شبکه توکیو ام‌ایکس پخش شد و همچنین دو اووی‌ای نیز از روی آن ساخته شده است. فصل دوم مجموعه انیمه نیز با عنوان «انتقام» از ۱ آوریل تا ۲۴ ژوئن ۲۰۱۶ به تعداد ۱۳ قسمت پخش شد. یک فیلم سینمایی نیز به همین نام و به کارگردانی تاکاشی میکه و نویسندگی کازوکی ناکاشیما بر اساس مجموعه مانگا ساخته شد که در ۲۹ آوریل ۲۰۱۶ در کشور ژاپن به نمایش درآمد.

## داستان
هنگامی که سیاره زمین به دلیل افزایش جمعیت به سرعت تبدیل به مکانی غیرقابل سکونت شد، انسان‌ها به فکر توسعه پروژه‌ای برای زمینی‌سازی کره مریخ کردند. دانشمندان قرن ۲۱ در طی برنامه‌ای به بارورسازی سیاره پرداختند تا برای بقای انسان‌ها مناسب شود. آن‌ها بوسیلهٔ تغییر در ساختار جلبک‌ها، آن‌ها را قادر به جذب نور خورشید و تصفیه هواکره ساختند و همراه با سوسک‌ها بر روی سطح سیاره رها کردند تا اجساد آن‌ها به عنوان منبع تغذیه، این جلبک‌ها را در سراسر سیاره گسترش دهند.
پانصد سال بعد، زمین تیمی متشکل از فضانوردان را برای نابودی سوسک‌ها و آماده‌سازی سیاره مریخ برای مهاجرت انسان‌ها فرستادند. اما با نشستن اولین کشتی بر روی سطح مریخ، فضانوردان متوجه می‌شوند که سوسک‌ها به شکل موجودات انسان نمای وحشتناکی جهش یافته‌اند که دارای قدرتی حیرت‌انگیز هستند و از هر انسان عادی نیرومندتر بودند. اما در این بین برای مقابله با سوسک‌ها، به فضانوردان نیز توانایی‌های ویژهٔ حشره مانندی اختصاص داده شد تا سوسک‌ها را از بین ببرند و مریخ را باز پس گیرند.